# Fiodor Voronine
Pour les articles homonymes, voir Voronine.
Fiodor Voronine (en russe Фёдор Иванович Воронин), né en 1828 ou en 1829 à Sumski Posad sur la mer Blanche près de Belomorsk, dans la république de Carélie et mort après 1884, est un baleinier russe.
Il est célèbre pour avoir sauvé et recueilli Karl Weyprecht et Julius von Payer disparus en Arctique.

## Biographie
Issu d'une famille d'Orthodoxes vieux-croyants, Voronine commence à pêcher et à chasser le phoque en mer avec son père dès l'âge de 15 ans. Son frère Mikhaïl est également parti en mer. Il chasse ensuite en Nouvelle-Zemble mais, durant la guerre de Crimée (1853-1856), craignant les escadres britanniques et françaises en mer Blanche et en mer de Barents, évite les voyages en Nouvelle-Zemble.
Oncle de Vladimir Ivanovitch Voronine, en janvier 1869, Voronine et son frère envoient une pétition au ministère des Affaires étrangères dans laquelle ils proposent, avec des raisons détaillées, d'interdire aux Norvégiens de pêcher dans la mer Blanche et dans la mer de Kara, ainsi qu'à proximité de la Nouvelle-Zemble et des îles Kolgouïev et Vaïgatch et d'en informer le gouvernement suédo-norvégien. Le ministère de la Marine est prêt à protéger les intérêts des pêcheurs dans les eaux du nord si un financement spécial garantit l'utilisation d'un croiseur. Les autres ministères réagissent négativement. Ce n'est que 40 ans plus tard que le gouvernement déterminera les limites des eaux territoriales russes et mettra fin à la colonisation norvégienne de la Nouvelle-Zemble.
Lorsque l'expédition austro-hongroise au pôle Nord dirigée par Karl Weyprecht et Julius von Payer se retrouve coincée dans les glaces au nord de la Nouvelle-Zemble en 1872 et que l'on ne sait plus où ils se trouvent, l'ambassadeur austro-hongrois à Saint-Pétersbourg lance un appel de l'Autriche. Le gouvernement hongrois informe au printemps 1873 les baleiniers russes naviguant vers la Nouvelle-Zemble qu'ils doivent participer à la recherche de l'expédition. 600 roubles en argent sont promis. Le gouverneur d'Arkhangelsk fait distribuer 500 affiches à la police de toutes les régions côtières et les fait accrocher sur les quais d'Arkhangelsk et sur les bateaux à vapeur de la route express Mer Blanche-Mourmansk.
En août 1873, les quatre sloops de l'expédition austro-hongroise rencontrent la goélette baleinière St. Nikolai commandée par le capitaine Voronine, ancrée sur la côte de la Nouvelle-Zemble. Les Austro-Hongrois sont approvisionnés en venaison, poisson, pain, beurre et vodka par les Russes. Ils visitent aussi une autre goélette russe à proximité et ont ensuite demandé à Voronine de les emmener à Vardø en Norvège pour 1 200 roubles en argent, trois des quatre sloops et une paire de fusils Lefaucheux. En chemin, le St. Nikolai rencontre une violente tempête et atteint Vardø en septembre 1873. Là, les Russes reçoivent des Austro-Hongrois des cartouches, des pots en étain et des cuillers en métal et leur donnent des peaux d'ours polaires, qui constituent la partie la plus précieuse de leur butin,.
Voronine obtient la Croix d'or avec couronne du mérite et une récompense en espèces du gouvernement austro-hongrois, tandis qu'Evtyukhov et Klevin reçoivent des croix d'argent. Sur proposition du ministre russe des Finances, l'empereur Alexandre II honore Voronine de la médaille d'argent pour son zèle, tandis qu'Evtioukhov et Klevin reçoivent les médailles d'argent pour le sauvetage. Les sept membres restants de la distribution, dont le fils de Klewin, âgé de douze ans, obtiennent 50 roubles en espèces.
Au cours de la saison de pêche particulièrement réussie de 1875, Voronine capture 325 bélugas avec son St. Nikolai et, avec l'aide d'un autre navire, rapporte la graisse qu'il a capturée à Vardø. Lorsque les marchandises sont remises au commissionnaire Anton Golba d'une entreprise de Hambourg, celui-ci tente de le tromper en ne voulant payer qu'une partie de la somme convenue et, avec l'aide d'un avocat de Hammerfest, en le menaçant de ne rien payer du tout. Voronine engage l'avocat Jorgen Wind de Vardø et gagne le procès. Lorsque l'opposant fait appel, Voronine vend l'affaire au marchand local Nikolai Brodkorb pour 3 000 roubles et est retourne dans son pays natal.
À Saint-Pétersbourg en 1876, Voronine rend compte à la Société impériale pour la promotion de la marine marchande des problèmes des baleiniers russes qui, à cause de la glace de la mer Blanche, ne peuvent naviguer vers la Nouvelle-Zemble que trois mois après les baleiniers norvégiens. Il participe à la fondation de la première station de sauvetage russe, la plus septentrionale, en Nouvelle-Zemble, sur laquelle il apporte une cabane en rondins et du matériel en 1876. Le commandant du port d'Arkhangelsk, le prince Leonid Alexejewitsch Uchtomski (de), inspecte la goélette de Voronine en 1879 et l'évalue de manière très positive. Au cours de l'hiver 1883/1884, Voronine envoie deux ours polaires en cadeau à l'empereur Alexandre III, pour lesquels il reçoit en janvier 1884 une montre en or avec une chaîne.
Sa trace se perd après cette date.